# Сетовка
Сето́вка (рос. Сетовка) — село у складі Совєтського району Алтайського краю, Росія. Адміністративний центр та єдиний населений пункт Сетовської сільської ради.

## Населення
Населення — 1004 особи (2010; 1116 у 2002).
Національний склад (станом на 2002 рік):
- росіяни — 95 %